# Trgovište (Sokobanja)
Pour les articles homonymes, voir Trgovište (homonymie).
Trgovište (en serbe cyrillique : Трговиште) est un village de Serbie situé dans la municipalité de Sokobanja, district de Zaječar. Au recensement de 2011, il comptait 288 habitants.

## Démographie
| 1948 | 1953 | 1961 | 1971 | 1981 | 1991 | 2002 | 2011 |
| ---- | ---- | ---- | ---- | ---- | ---- | ---- | ---- |
| 605  | 600  | 584  | 581  | 511  | 434  | 342  | 288  |

|  |